# Corona del gland
La corona del gland o corona balànica es refereix a la circumferència a la base del gland del penis en mascles humans que forma una vora arrodonida, sobresortint un profund sulcus retroglandular, darrere del qual es troba el coll del penis.
És el lloc on alguns homes poden desenvolupar Hirsuties papillaris genitalis, o «pàpules perlades», una condició dermatològica comuna i inofensiva.

## Galeria d'imatges

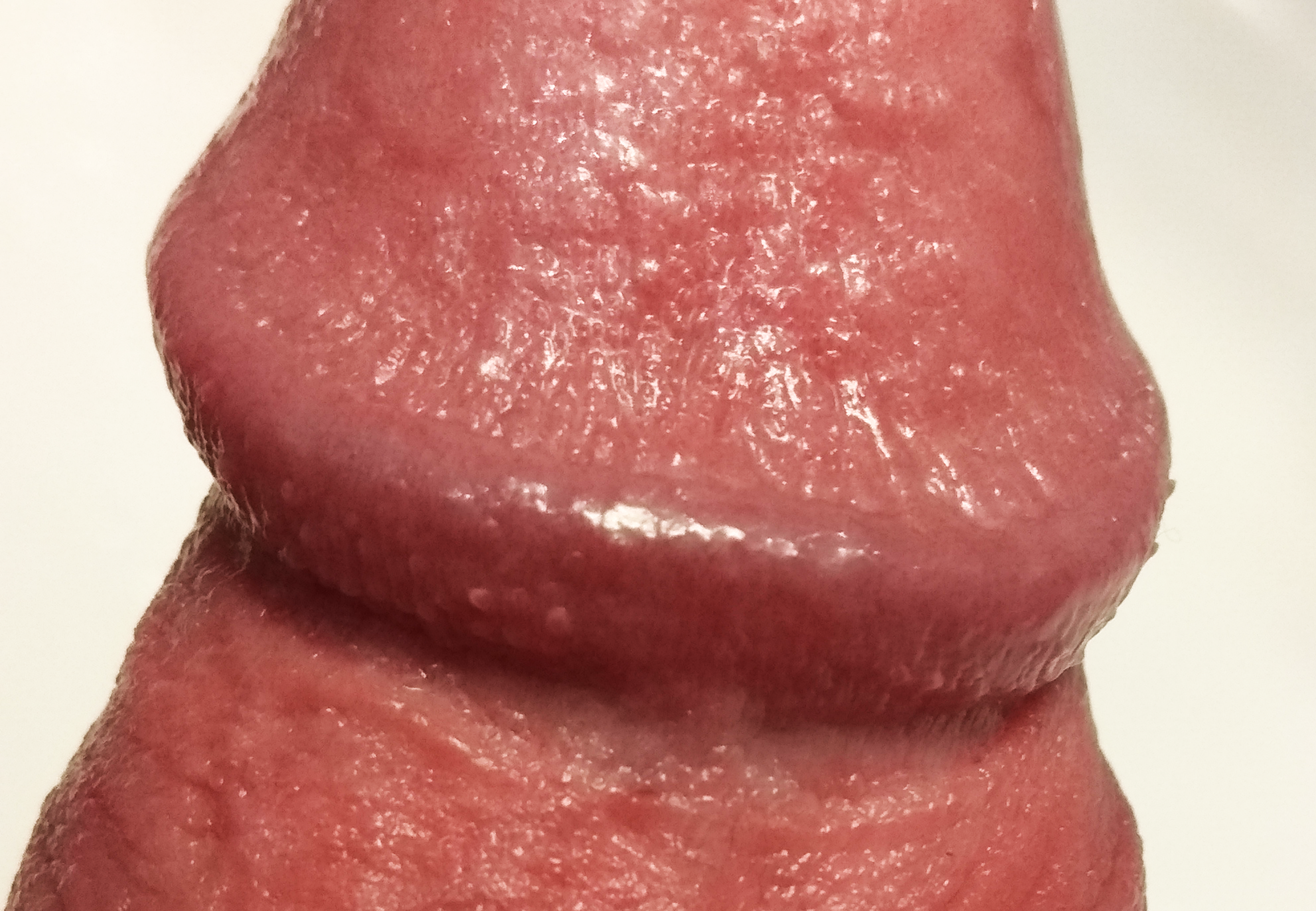
Corona del gland del penis
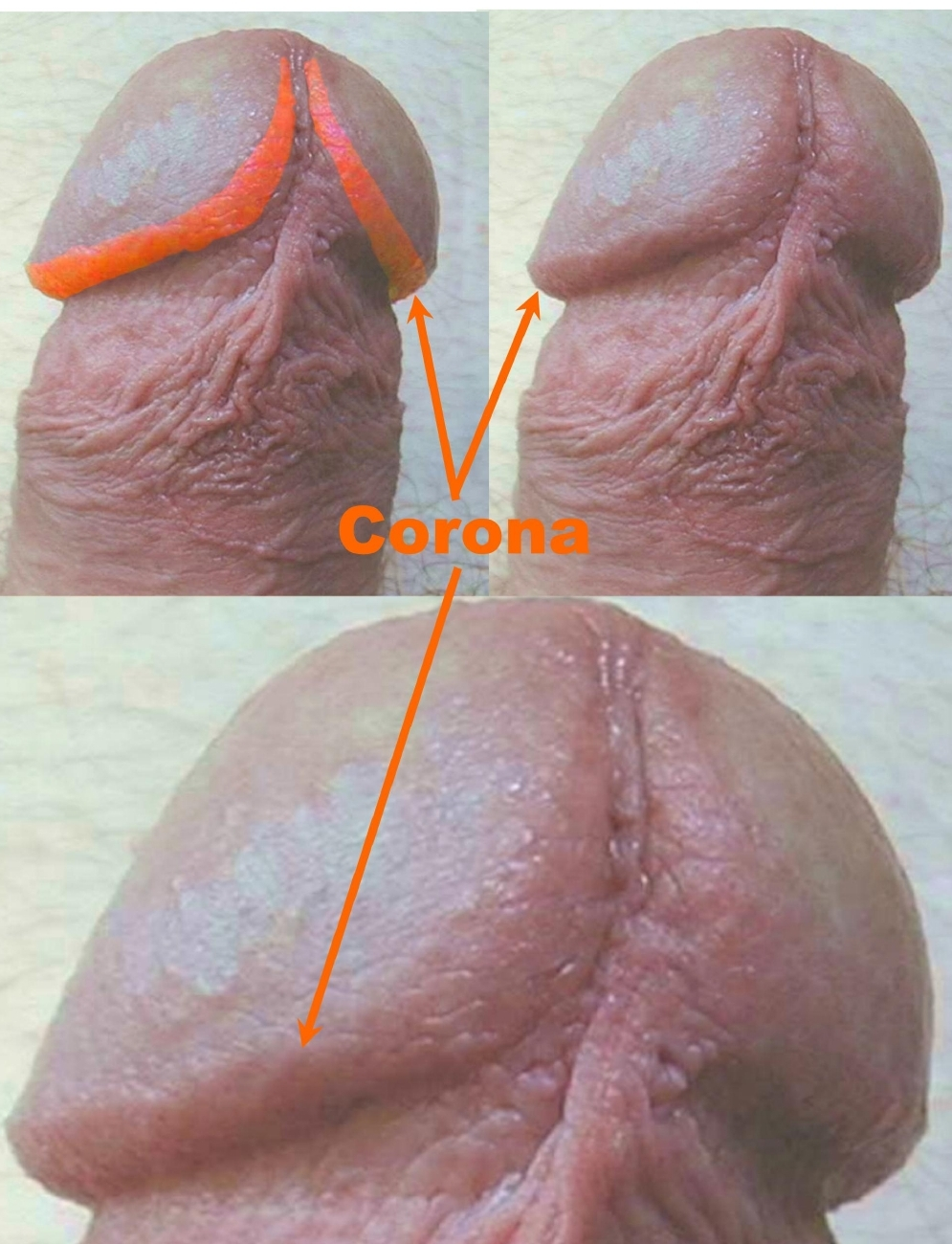
Corona del gland del penis